# Ilf et Pétrov
Pour les articles homonymes, voir Petrov.
Œuvres principales
- Les Douze Chaises (1928)
- Le Veau d'or (1931)
- articles pour la Pravda (1932-1937), recueillis dans CLOOP

Ilia Ilf (Ilia Arnoldovitch Fainsilberg, 1897-1937) et  Evgueni Petrov  (Evgueni Petrovitch Kataïev, 1903-1942) sont deux auteurs satiriques soviétiques ayant écrit « à quatre mains » et publié sous l'appellation collective de Ilf et Pétrov.
Ils furent extrêmement populaires en Union soviétique dans les années 1920 et 1930.

## Biographie
Ilf et Petrov composèrent la majeure partie de leur œuvre ensemble, et étaient donc désignés comme « Ilf et Petrov ». Ils sont connus tout particulièrement pour leurs deux romans satiriques : Les Douze Chaises (1928) et le Veau d'or (1931). Les deux textes sont reliés par leur personnage principal, un escroc beau parleur et cynique sympathique nommé Ostap Bender qui se lance inlassablement à la poursuite d'insaisissables richesses.
Les deux livres suivent les exploits d'individus cherchant un trésor dans la réalité contemporaine soviétique décrite sous le mode satirique. Ces récits furent partiellement censurés malgré l'énorme popularité des auteurs.
Ilf et Petrov furent aussi envoyés aux États-Unis après la crise de 1929 entre octobre 1934 et février 1935 pour en ramener un récit satirique de la réalité américaine : «L'Amérique de plain-pied (ru)».
En 1980, Iakov Lourié diffuse un samizdat sur le sort et l'œuvre d'Ilf et Pétrov.

## Traductions françaises
- Ilf et Petrov (trad. du russe par J.-Wladimir Bienstock), Douze Chaises [« Двенадцать стульев »] (roman), Paris, Albin Michel,‎ 1929, 379 p.
- Ilf et Petrov (trad. du russe par Alain Préchac, préf. Alain Préchac), Les Douze Chaises [« Двенадцать стульев »] (roman), Lyon, Parangon/Vs, coll. « Littérature étrangère »,‎ 2012 (1re éd. 2005), 396 p. (ISBN 978-2-84190-145-6, présentation en ligne)
- Ilf et Petrov (trad. du russe par Alain Préchac, préf. Alain Préchac), Le Veau d'or, Lyon, Parangon, coll. « Littérature étrangère », 2013, 416 p. (ISBN 978-2841902095)
- Ilf et Petrov (trad. du russe par Alain Préchac, préf. Alain Préchac), L'Amérique : Roman-reportage [« Одноэтажная Америка »], Lyon, Parangon,‎ 2002, 412 p. (ISBN 2841900894)